# Trap (muzyka)
Trap – gatunek muzyczny, powstał we wczesnych latach 90. XX w. na południu Stanów Zjednoczonych. Trap charakteryzują: agresywne brzmienie, z wykorzystaniem automatu perkusyjnego Roland TR-808, zmiany tempa, wielowarstwowe zastosowanie syntezatorów oraz smyczków przywodzących skojarzenia z muzyką filmową. W drugiej dekadzie XXI wieku zdominował brzmienie muzyki hip-hopowej.
W 2012 roku producenci muzyczni i DJ-e zaczęli czerpać z trapu. Efektem było spopularyzowanie tego gatunku wśród fanów muzyki elektronicznej. Powstały ponadto odmiany stylistyczne, wywierające wpływ na muzykę dance.